# 로잔구
로잔구(District de Lausanne)는 스위스 보주에 있는 구이다. 구의 소재지는 로잔시에 있다.

## 지리
로잔의 면적은 2009년 기준으로 65.17k㎡이다. 이 면적 중 17.79k㎡ (27.3%)가 농업용으로 사용되는 반면, 20.13k㎡ (30.9%)는 삼림이다. 나머지 토지 중 27.1k㎡ (41.6%)가 정착지(건물 또는 도로)이고, 0.09k㎡ (0.1%)가 비생산적인 토지이다.

## 인구통계
로잔의 인구(2020년 12월 기준)는 168,127명이다.
2000년 기준, 인구 대부분인 159,559명(79.6%)이 프랑스어를 사용하며, 독일어가 8,534명(4.3%)으로 두 번째로 많이 사용하고, 이탈리아어가 7,942명(4.0%)으로 세 번째이다. 로만슈어를 구사하는 사람은 99명이다.
지역 인구 중 46,742명(약 23.3%)이 로잔에서 태어나 2000년에 그곳에 살았다. 같은 주에서 태어난 43,411명(21.7%)이 있었고, 34,479명(17.2%)이 스위스 다른 곳에서 태어났고, 68,966명(또는 34.4%)는 스위스 이외의 지역에서 태어났다.
2008년에는 스위스 시민이 978명, 비스위스계 시민이 671명이었고, 같은 기간 동안 스위스 시민이 976명, 비스위스계 시민이 141명 사망했다. 이민과 이주를 무시하면, 스위스 시민의 인구는 2가 증가하고 외국인 인구는 530이 증가했다. 스위스에서 이민 온 스위스 남성은 15명, 스위스 여성은 70명이었다. 동시에 다른 나라에서 스위스로 이주한 2,323명의 비스위스계 남성과 1903명의 비스위스계 여성이 있었다. 2008년 전체 스위스 인구 변화(시 경계를 넘는 이동을 포함한 모든 출처에서)는 1,108명이 증가했고, 비스위스계 인구는 2,428명이 증가했다. 이는 2.5%의 인구 증가율을 나타낸다.

2009년 현재 로잔의 연령 분포는 다음과 같다. 14,278명(9.7%)이 0~9세이고 10.1%(10.1%)가 10~19세이다. 성인 인구 중 23,858명(16.2%)이 20~29세이다. 25,113명 또는 17.0%는 30세에서 39세 사이, 21,574명 또는 14.6%는 40세에서 49세 사이, 16,877명 또는 11.4%가 50세에서 59세 사이이다. 고령자 분포는 13,513명 또는 60세 사이의 9.1%이다. 69세 이상은 9,651명(6.5%), 70~79세는 6,567명(4.4%), 90세 이상은 1,275명(0.9%)이다.
2000년 기준으로 미혼이거나 독신인 사람은 88,420명이다. 기혼자는 85,473명, 미망인은 11,797명, 이혼한 사람은 14,807명이다.
1인 가구는 4만 3,415가구, 5인 이상 가구는 3,821가구였다. 총 97,876가구 중 1인 가구가 44.4%로 부모와 동거하는 성인 476가구였다. 나머지 가구 중 자녀가 없는 기혼 부부는 21,984쌍, 자녀가 있는 기혼 부부는 21,225쌍으로 자녀가 있는 편부모는 5,781쌍이다. 혈연관계가 없는 사람이 2,722가구, 기관이나 집단주택이 2,273가구였다.
역사적 인구는 다음 차트에 나와 있다.

## 합병과 변경
2006년 9월 1일에 Cheseaux-sur-Lausanne, Epalinges, Jouxtens-Mézery, 로잔, 르몽-쉬르-로잔 및 Romanel-sur-Lausanne의 지자체가 이전 로잔 지역에서 새로운 로잔 지역으로 이전했다.
벨몽-쉬르-로잔, 포두 및 퓌이의 지자체는 새로운 라보-오롱구로 이동했다.
Crissier, Prilly 및 르낭의 지자체는 새로운 서로잔구로 이동했다.

## 정치
2007년 연방 선거에서 가장 인기 있는 정당은 25.88%의 득표율을 기록한 SP였다. 다음으로 가장 인기 있는 3개 정당은 녹색당 (18.11%), SVP (17.41%), FDP (11.33%)였다. 이번 연방 총선에서는 총 32,749표가 투표되었고, 투표율은 43.9%였다.

## 종교
2000년 인구 조사에 따르면 76,732명(38.3%)이 로마 가톨릭 신자이고, 58,655명(29.3%)이 스위스 개혁 교회에 속해 있다. 나머지 인구 중 정교회 교인은 4,401명(인구의 약 2.20%), 크리스찬 가톨릭 교회 교인은 138명(인구의 약 0.07%), 다른 기독교 교회에 속한 4,043명(약 2.02%), 유대교는 1,257명(인구의 약 0.63%)이었고, 이슬람교는 10,973명(인구의 약 5.47%). 불교는 667명, 힌두교 1,063명과 다른 교회에 속한 489명이 있었다. 30,469명(인구의 약 15.20%)이 교회에 속하지 않고, 불가지론자 또는 무신론자이며, 11,610명(인구의 약 5.79%)이 질문에 대답하지 않았다.

## 교육
로잔에서는 인구의 약 66,152명(33.0%)이 필수가 아닌 고등 교육을 이수했으며, 35,615명(17.8%)이 추가 고등 교육(대학교 또는 응용학문대학)을 마쳤다. 고등 교육을 마친 35,615명 중 42.1%가 스위스 남성, 30.1%가 스위스 여성, 16.1%가 비스위스계 남성, 11.7%가 비스위스계 여성이었다.
2009/2010 학년도에 지역 및 학군 학교 시스템에 총 14,923명의 학생이 있었다. 보주 주립학교 시스템에서는 정치 구역에서 2년간의 의무가 아닌 유아원을 제공한다. 학년도 동안 해당 학군은 총 2,648명의 어린이에게 유아원 보육 서비스를 제공했다. 1,947명(73.5%)의 아동이 유치원에서 보조금을 받았다. 4년 동안 지속된 초등학교 프로그램에는 8,024명의 학생이 있었다. 의무 중학교 과정은 6년 동안 지속되며 해당 학교의 학생은 6,449명이었다. 또한 450명의 학생들이 홈스쿨링을 하거나 다른 비전통 학교에 다녔다.

## 지자체
다음 지자체가 구 내에 있다.
| Municipality          | Population (2017년 12월 31일) | Area km2 |
| --------------------- | ----------------------------- | -------- |
| Cheseaux-sur-Lausanne | 4,357                         | 4.59     |
| Epalinges             | 9,333                         | 4.57     |
| Jouxtens-Mézery       | 1,469                         | 1.93     |
| 로잔                  | 138,905                       | 41.38    |
| 르몽-쉬르-로잔        | 8,097                         | 9.82     |
| Romanel-쉬르-로잔     | 3,298                         | 2.88     |
| Total                 | 165,459                       | 65.17    |

## 주석과 참조
1. 1 2  Swiss Federal Statistical Office-Land Use Statistics 2009 data (독일어) accessed 25 March 2010
2. ↑  “STAT-TAB – 제도적 구조, 출생지 및 국적별 영구 거주자 및 비정규 거주자” (온라인 데이터베이스) (공식 사이트) (독일어, 프랑스어). 뇌샤텔, 스위스: 연방 통계청 - FSO. 2018년 9월 17일에 확인함.
3. 1 2 3 4 5 6  STAT-TAB Datenwürfel für Thema 40.3 - 2000 보관됨 9 8월 2013 - 웨이백 머신 (독일어) accessed 2 February 2011
4. ↑  Swiss Federal Statistical Office - Superweb database - Gemeinde Statistics 1981-2008 보관됨 28 6월 2010 - 웨이백 머신 (독일어) accessed 19 June 2010
5. ↑  Canton of Vaud Statistical Office 보관됨 2015-03-16 - 웨이백 머신 (프랑스어) accessed 29 April 2011
6. ↑  Swiss Federal Statistical Office STAT-TAB Bevölkerungsentwicklung nach Region, 1850-2000 보관됨 30 9월 2014 - 웨이백 머신 (독일어) accessed 29 January 2011
7. ↑  Organigramme de l'école vaudoise, année scolaire 2009-2010 보관됨 2016-03-04 - 웨이백 머신 (프랑스어) accessed 2 May 2011
8. ↑  Canton of Vaud Statistical Office - Scol. obligatoire/filières de transition 보관됨 2016-04-25 - 웨이백 머신 (프랑스어) accessed 2 May 2011
9. ↑  “STAT-TAB – 제도적 구조, 출생지 및 국적별 영구 거주자 및 비정규 거주자” (온라인 데이터베이스) (공식 사이트) (독일어, 프랑스어). 뇌샤텔, 스위스: 연방 통계청 - FSO. 2018년 9월 17일에 확인함.